# 보조생식기술
보조생식기술(assisted reproductive technology, ART) 또는 생식보조기술은 의학적으로 불임 혹은 난임 상태를 치료하기위한 다양한 수태기술로서, 인공수정, 체외수정 및 이식술, 배아배양 및 냉동저장 기술 등을 아우른다.

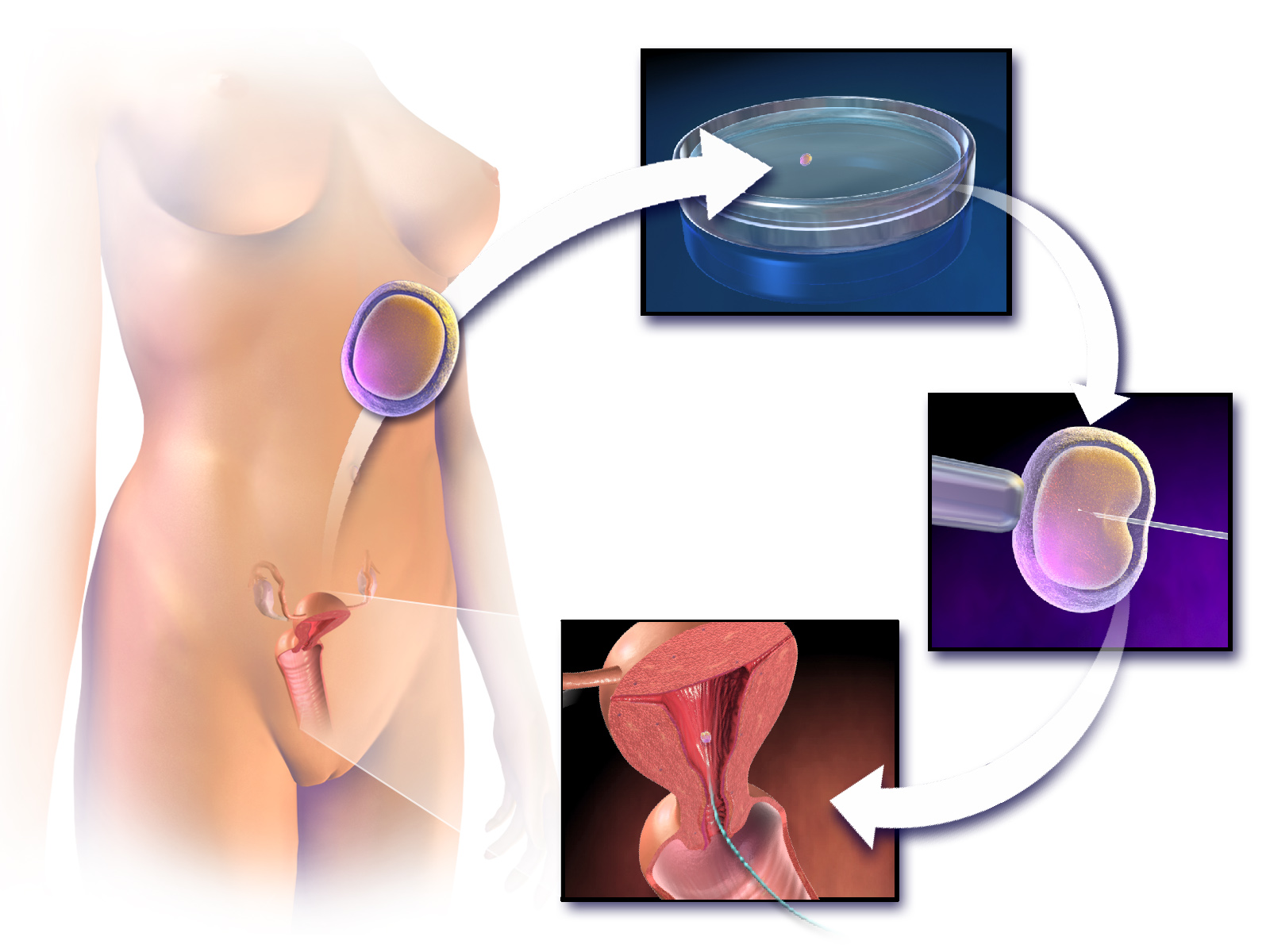
세포질 내 정자 직접 주입술(ICSI)을 묘사한 그림.

## 종류

### 인공수정
인공수정은 임신을 원하는 여성의 배란시기에 맞추어 남성의 정액을 채집하거나 또는 이미 채집하여 냉동 저장한 정액을 해동하여 정자를 가느다란 관을 통해 여성의 자궁 또는 질에 넣어주는 기술이다.

### 체외수정시술과 배아이식
체외수정시술은 정자와 난자를 체내가 아닌, 시험관(in vitro) 내에서 수정시켜 배아를 형성하고 최대 7일까지 배양한 후 자궁에 이식 하거나 동결 보존했다가 이식하는 시술로서 ‘시험관수정’이라고도 한다.
배아이식은 생체나 시험관 내에서 정자와 결합해 분열 중인 수정란을 착상 전 단계에서 채취하여 같은 종에 속하는 다른 개체의 생식기에 이식해 착상과 임신을 유도하는 일련의 기술적 과정이다.

### 세포질 내 정자 직접 주입술
세포질 내 정자 직접 주입술은(Intracytoplasmic Sperm Injection, ICSI)은 과거에 해결할 수 없었던 중증의 남성불임으로 수정 실패 또는 수정률이 낮았던 경험이 있는 환자, 또는 항 정자 항체의 역가가 높아 정상적인 체외수정이 불가능한 경우에 시술하는 방법이다.

### 배아복제
배아복제는 인간의 정자와 난자의 수정을 통하지 않고 인공적으로 수정란을 분할하거나 혈액·살점 등에 들어 있는 체세포만을 이용해 아이를 복제하는 방식이다.

### 유전자 진단
유전자 진단은 인간의 질병이나 장애를 인간의 혈액, 체액, 조직에서 추출한 DNA검사로 파악하는 기술이다.

## 같이 보기
- 인공수정
- 배 (생물학)
- 인간복제
- 정자은행
- 정자 기증
- 시험관내수정(in vitro fertilisation, IVF)